# アントニオ・ブエロ・バリェホ
アントニオ・ブエロ・バリェホ （スペイン語: Antonio Buero Vallejo、グアダラハラ、1916年9月29日 - マドリード、2000年4月29日）スペインの劇作家。1949年にロペ・デ・ベガ賞、1986年セルバンテス賞を受賞。 

## 生涯
アントニオ・ブエロ・バリェホは1916年にグアダラハラで生まれた。彼の父、フランシスコは、カディスの軍人でグアダラハラの軍事学校で微積分を教えていた。彼の母親、マリア・クルスはタラセナ（グアダラハラ ）出身であった。彼の兄フランシスコは1911年に生まれ、妹カルメンは1926年に生まれた。 
彼は、1927年から1928年の間、父親が配属された、アライシュ（モロッコ）に住んでいた２年間を除いてはラ・アルカリアで過ごした。 彼は父親の所蔵している膨大な蔵書を読んだり、音楽や絵画に大変興味を持った。絵画は4歳の時から休むことなくずっと描き続けてきた。彼の父親は演劇を見によく連れて行ったものだった。そして彼が9歳のときにはすでに子供用の創作演劇セットを使って演劇の演出をしていた。       
彼はグアダラハラで中等教育を受け（1926-1933）、哲学的、科学的、社会的問題に関心を示した。 1932年に、物語El único hombreで中学生と教員養成課程の生徒達を対象にした文学賞を受賞した。これは2001年まで出版されなかった。彼はConfesionesを書き始めたが後に破棄した。 1934年、家族はマドリードに引っ越し、彼は王立サン・フェルナンド美術アカデミーに入学し、そこの授業を受けるかたわら、演劇や文学活動も行っていた。 
スペイン内戦が勃発したとき、彼は志願兵として入隊を希望したが、父親に止められた。父親は、1936年12月7日に共和派によって逮捕され、射殺された。 1937年に召喚されて共和国軍歩兵大隊に入隊し、La Voz de la Sanidadに挿絵や文を書いたり他の文化活動の執筆に協力した。ベニカシムでミゲル・エルナンデスと知り合った。 
戦争が終わったとき、ブエロはバレンシア衛生部局におり、 闘牛場に数日間収容された。その後、カステリョン県のソネハの強制収容所に1か月投獄され、最終的に当局への出頭要請の条件付きで自分の居住地に戻ることを許可された。しかし出頭要請に応じることはなく、彼はまもなくして、戦争中に加入したスペイン共産党の再編成に取り組み始めたが、数年後には同党から遠ざかった。         
彼は1939年の5月か6月ごろに逮捕され、「反逆への参加」を理由に他の仲間と共に死刑を宣告された。 8か月後、彼の罰は30年の懲役に減刑された。 彼は様々な刑務所に滞在し、コンデ・デ・トレノでは1年半の間過ごした。この刑務所で彼はミゲル・エルナンデスの有名な肖像画を描いた。それは広く複製されており、その元画はミゲル・エルナンデスの相続者によって保存されている。また、この刑務所で脱獄の手助けをしようとしたこともあるが、その経験から、La Fundación執筆の際、インスピレーションを得ている。イェセリアス刑務所で約1か月半、 エル・ドゥエソ刑務所で約3年間、サンタリタ刑務所でもう1年間過ごした。彼は何百もの囚人の肖像画を描き、彼らのうちの何人かと仲良くなり、刑務所から釈放された後も連絡を取り続けた。オカーニャ刑務所から仮釈放されたが、1946年3月初旬、マドリードから追放された。彼はカラバンチェル・バホに居住地を定め、アテネオ・デ・マドリードの会員となった。彼は雑誌に絵を描いているが、物語を書く方に興味を持ち、最終的には戯曲の執筆に魅了されていく。 
彼は、1946年8月の1週間で、失明を扱ったEn la ardiente oscuridadという最初の戯曲を執筆し、1948年にHistoria despiadadaとOtro juicio de Salomónを執筆した。（これらの作品は後に処分したため保存されていない） 1947年から1948年の間に、当初はLa escaleraと呼ばれていた、Historia de una escaleraを執筆した。 彼はロペ・デ・ベガ賞に応募し、Historia de una escaleraで受賞した。1949年10月の初演は大成功を収め、批評家や一般の人々の間で認められた。  
同じ年に、彼はまた、キンテロ友の会賞を1幕のみのLas palabras en la arenaで受賞した 。 彼は常にマドリッドで出版、初演を行い、Historia de una escaleraは、イグナシオ・F・イキノによって映画化された。 

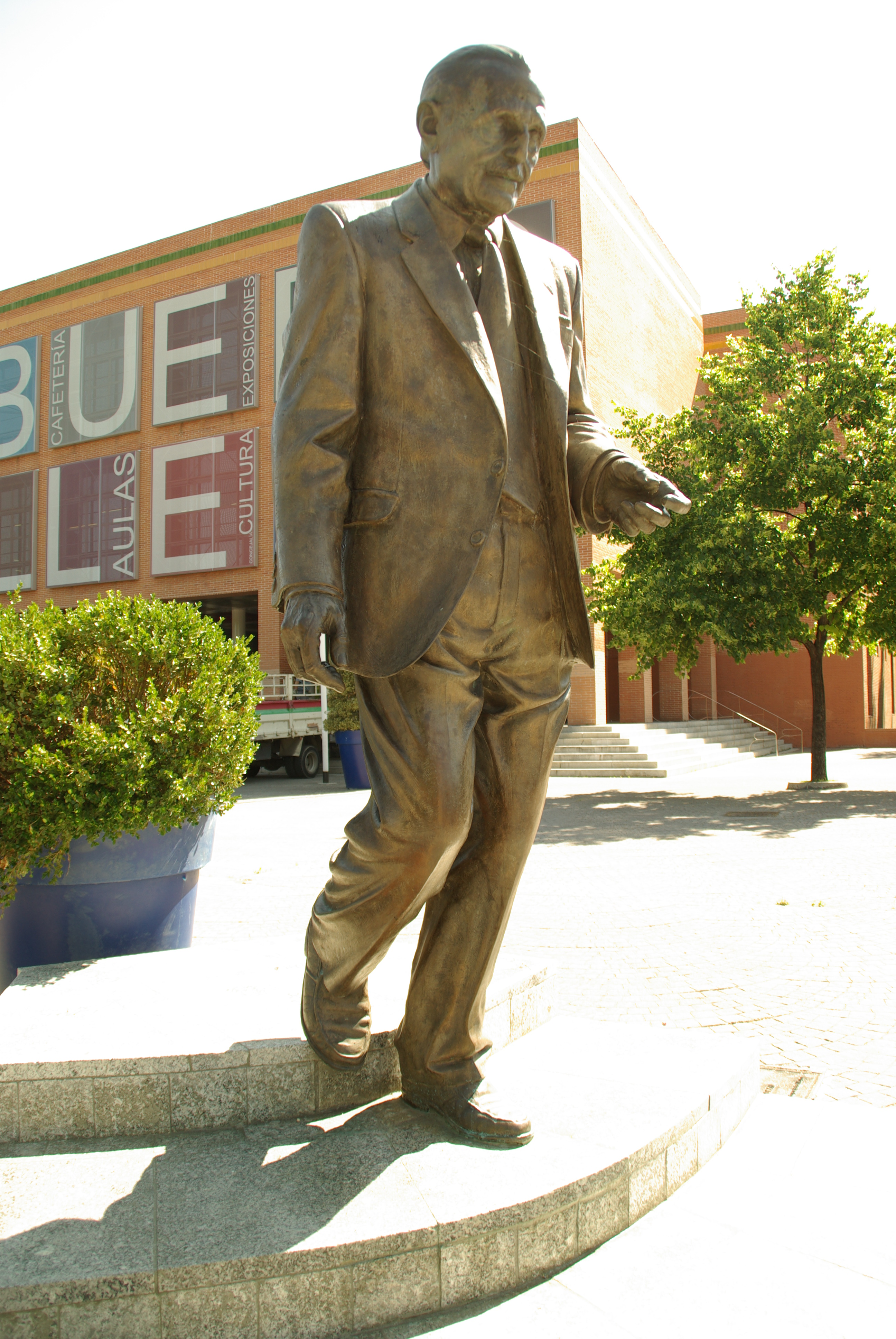
彼の名前を冠したアルコルコンのカルチャーセンターの前にあるブエロ・バリェホの像

1950年代にLa tejedora de sueños, La señal que se espera,Casi un cuento de hadas , Madrugada, Irene, o el tesoro, Hoy es fiesta彼の最初の歴史劇であるUn soñador para un puebloが上演された。 
彼の作品は、海外で上演され始め、Historia de una escaleraはメキシコで（1950年3月）、En la ardiente oscuridadはカリフォルニアのサンタバーバラで（1952年12月）上演された。 
1954年、Aventura en lo grisの初演は禁止された。 翌年、検閲に対する皮肉な記事が新聞«Don Homobono»に掲載された。    
また、ブエロが監督した、カルロス・ゴロスティサの映画El puenteもまた、禁止された。 彼はUna extraña armoníaを書いたが 、これは全集が出るまで初演も出版もされなかった。 
雑誌Primer Actoの第1号に、「ブエロ・バリェホが見たブエロ・バリェホ戯曲」という記事が掲載された。 彼の「悲劇性」についての随筆が出版された。 1959年、彼は女優のビクトリア・ロドリゲス （2020年没） と結婚した。二人の間には結婚の翌年に生まれたカルロスと1961年生まれで1986年に交通事故で亡くなったエンリケという二人の子どもがいた。  
1960年代、検閲がある中で、El concierto de San Ovidio 、Aventura en lo gris,El tragaluzと 、シェイクスピアの『ハムレット』 、そしてベルトルト・ブレヒトの 『肝っ玉おっ母とその子どもたち』 等の一部の作品の初演をすることができた。 ホセ・タマヨ・リバス監督のLas Meninasが初演され、Historia de una escalera 以来の大成功を収めた。 その頃、Primer acto誌の中で、現実的改革主義の演劇と、非現実的改革主義の演劇に関してアルフォンソ・サストレと異なる見解を唱え、論争が起こった。 この年、彼はミゲル・エルナンデスに関する初期の記事「詩と記憶」Un poema y un recuerdo を発表した。 1963年、演劇最高評議会への加入が提案されたが、ブエロは辞退した。 
ホセ・ベルガミンが率いる他の100人の知識人と共に 、彼は情報観光省に宛てた手紙に署名し、アストゥリアス鉱山の労働者に対する警察による処遇についての説明を求めた。 
1964年に、拷問反対をテーマにしたLa doble historia del doctor Valmyが禁止され、1976年のフランコ体制下までスペインでは上演されることはなかった。
El tragaluzはフランコ独裁政権下で書かれた、スペイン内戦でのフランキスモに直接触れている最初の演劇作品である。これは1967年にホセ・タマヨ監督の下で、ベジャスアルテス劇場で再び上演され大成功を収めたが、それまで公開されたことはなかった。 
同時に、 Historia de una escaleraが初めて再上演された。2003年にスペイン国立演劇センターの舞台で上演された。 
彼は1971年にレアル・アカデミア・エスパニョーラの正式な会員に任命され、アルファベットのXの座を与えられた。1972年5月22日の任命式ではGarcía Lorca ante el esperpentoについての演説を行った。彼は1986年にセルバンテス賞 、1996年にスペイン国民文学賞を受賞した。 
アントニオ・ブエロ・バリェホは2000年4月29日、83歳で心肺停止でマドリッドのラモン・イ・カハル大学病院で亡くなった。  
1987年、ラジオ局オンダマドリッドはブエロのマドリッド市との関係について1時間に2つの特集をした。カルロス・ビジャルビアのプログラムAl ritmo de Madridの中で、 ブエロはいろいろな思い出やタンゴ、愛、初期の詩から、いつもマドリードの忘れがたい街の隅々など、感傷に浸りながら語る。     

## 演劇作品
彼のすべての作品を結びつける共通のテーマは、社会的、倫理的、道徳的な観点から分析された個人の悲劇である。  
人間を苦悩に陥れる主な問題については、彼の最初の作品En la ardiente oscuridadですでに扱っており、その後の作品でも継続されている。 
批評家は彼の戯曲作品を象徴主義、社会批評、歴史劇に分類している。 

### 象徴主義演劇
En la ardiente oscuridadは隠したり偽ったりすることができない現実との対立を表している。 ブエロは失明という身体的欠陥を通じて、人間の限界を象徴している。 それは不完全さの象徴であり、私たちの存在とこの世での私たちの運命の謎を理解するために必要な自由の欠如の象徴だ。人は自分たちを取り巻く謎を知ることができないので自由ではない。 
他の作品でも象徴主義的傾向の、謎をテーマにしたものが多い。例えばオデュッセウスとペーネロペーを元に作ったLa tejedora de sueños、現実の二重性を分析したIrene, o el tesoroがあげられる。 

### 社会批判
これらの作品は、その不正、嘘、暴力が横行しているスペイン社会を分析している。その代表的な作品がHistoria de una escalera、Las cartas boca abajo、El tragaluzである。
1948年にロペ・デ・ベガ賞を受賞したHistoria de una escaleraは、悲劇性と社会的生活状況を訴えていることから、おそらくこの時期の戯曲でも最も重要な作品の1つだといえる。 この作品は、現実を見つめ、社会を描写していることから大きなインパクトを与えた。作品の中で、社会情勢や意志の欠如のために、一個人が実質的に生活を改善することができないことを問題提起している。 
El tragaluzは、ブエロ・バリェホのほぼ全ての作品と同じく、ある家族の物語という一見差し障りのない方法で始まる。しかし実は、その実体と形式において、検閲を回避するために必要で巧妙な表現を常に使いながらフランキスモに対する攻撃を行っていた。そして私たちの過去と未来の歴史の見方に影響を与えようとすることへの執念を表している。そのプロットは表面的には単純で、読解は非常に簡単だが、読みを深めていくとまもなく、5つか6つの層に及ぶ強力なメッセージが見つかる。それらのメッセージはすべて読者に衝撃的なインパクトを与えるものである。 これらのメッセージはすべて、フランコ政権末期に書かれており、そのころは何も言わずとも理解されていた。しかし、 今日それらを理解するためには、文学評論家の時代背景を考慮した解説が必要となる場合も少なくない。 

### 歴史的戯曲
Un soñador para un pueblo、Las Meninas、El concierto de San Ovidio y El sueño de la razónといった作品はこのグループに属している。
Un soñador para un puebloは町の生活を改善しようと決意した男の失敗談を語る。主人公のエスキラチェ（レオポルド・デ・グレゴリオ）は 、全ての体制に立ち向かわなければならない。なぜなら彼が望んでいる政治の形態が、民衆の支持を得ないからだ。 しかし実際には、彼の政策への反対は同じ民衆からではなく、生活の改善を望まない隠れた第三勢力からきている。 最後に、レオポルド・デ・グレゴリオは自身を犠牲に辞任し、亡命する。 
El concierto de San Ovidio,Parábola en tres actosは、1962年に初演された。 ブエロは、1771年9月に制作されたホスピシオ・デ・ロス・キンセ・ヴェインテスの盲人で構成されるオーケストラの光景をモチーフにした彫刻から発想を得て、グロテスクで、不正や倫理の欠如を表現した戯曲を制作した。 テーマは人による人の搾取と自由のための戦いである。 
El sueño de la razónは1823年のマドリードが舞台となっている。この頃フェルナンドVIIは自由主義者との対立で町に恐怖をまき散らしていた。主人公はフランシスコ・デ・ゴヤである。 ここでも再び、身体的な欠陥である聴覚障害を通して、ブエロは一部の人が現実に起こっていることを理解できないことを象徴的に表している。 
1980年代に書かれた代表作品の中にはCaimán(1981)、Diálogo secreto(1984) 、Lázaro en el laberinto(1986)がある。 

## ブエロ作品の登場人物の特徴
ブエロ・バリェホの作品に登場する人物には、次のような特徴がある。
- いくつかの身体的または精神的な欠陥を提示している。
- 単純な構造や象徴に留まらない。
- 作品が展開するにしたがって、変化の過程を経験させるというような複雑な特徴を持つ。
- 批評家たちは、活動的な人物像と瞑想的な人物像を区別している。 前者は不誠実であり、利己主義や本能により行動し、自分の目標を達成するためなら、残酷で暴力を使うこともためらわない。 ブエロの戯曲には善悪二元論の区別がないためそれらは悪い人物像ではない。 瞑想者は苦悩を感じる。 彼らの住んでいる世界はあまりに小さすぎる。彼らは希望に閉ざされた世界を生きている。 制限があることを自覚しているにもかかわらず、不可能なことを夢見ており、どうやっても失敗をする運命にある。彼らの願いや夢が実現することはない。

## 作品
彼の戯曲は、初演の順から 
- Historia de una escalera （1949）
- Las palabras en la arena（1950）
- En la ardiente oscuridad （1950）
- La tejedora de sueños（1952）
- La señal que se espera （1952）
- Casi un cuento de hadas （1953）
- Madrugada （1953）
- Irene, o el tesoro（1954）
- Hoy es fiesta （1955）
- Las cartas boca abajo （1957）
- Un soñador para un pueblo （1958）
- Las Meninas （1960）
- El concierto de San Ovidio （1962） [8]
- Aventura en lo gris （1963）
- El tragaluz （1967）
- La doble historia del doctor Valmy （1968）
- El sueño de la razón （1970）
- Llegada de los dioses （1971）
- La Fundación （1974）
- La detonación （1977）
- Jueces en la noche （1979）
- Caimán （1981）
- Diálogo secreto （1984）
- Lázaro en el laberinto （1986）
- Música cercana （1989）
- Las trampas del azar （1994）
- Misión al pueblo desierto （1999）

## 映画作品
彼の作品に基づく映画
- イグナシオ・F・イキノ監督の Historia de una escalera（1950）
- アルゼンチンのダニエル・ティネア 監督のEn la ardiente oscuridad（1959）
- スペインのホセフィナ・モリナ監督のEsquilache（1989）[9]

## 賞
- 2000年 -Teatro de Rojasからの特別賞（死後に受賞）
- 1999 -舞台芸術の最優秀賞（SGAEと著者財団）
- 1998年 -マドリード市議会賞
- 1997年 -カルロス3世大学からの勲章
- 1997年 -グアダラハラ県議会賞
- 1997年 -ベネズエラのアンドレス・ベロ騎士団勲章
- 1996年 - スペイン国民文学賞
- 1994 - 芸術功労賞
- 1986年 -観客と批評家賞、Lázaro en el laberinto
- 1986年 - セルバンテス賞 （スペイン）
- 1985 -エルシジャ戯曲賞、Diálogo secreto
- 1985 -国立戯曲賞（INAEM）、Un soñador para un pueblo
- 1984年 -観客と批評家賞、Diálogo secreto
- 1981 -観客と批評家賞、Caimán
- 1980 -国立戯曲賞（INAEM）
- 1980 -シルクロ・デ・ベラス・アルテスの銀メダル
- 1977 -観客と批評家賞、La detonación
- 1976 -観客と批評家賞、La doble historia del doctor Valmy
- 1974 - 観客と批評家賞、La Fundación
- 1974 -メイテ戯曲賞、La Fundación
- 1970 -観客と批評家賞、El sueño de la razón
- 1967 -観客と批評家賞、El tragaluz
- 1957 -国立戯曲賞（INAEM）、Las cartas boca abajo
- 1956 -国立戯曲賞（INAEM）、Hoy es fiesta
- 1949 - ロペ・デ・ベガ戯曲賞（マドリード市議会）、 Historia de una escalera